# 월송동
월송동(月松洞)은 대한민국 충청남도 공주시의 동이다.

## 개요
월송동 지역은 1914년 행정구역 통폐합 때 장기면에 속했다. 1983년에 장기면에서 금흥리, 월송리, 무릉리, 신관리가 공주읍으로 편입되었고, 1986년 공주읍의 공주시 승격에 따라 금흥동, 월송동, 무릉동을 관할로 행정동인 금흥동이 생겼다. 그러나 이후 인구 감소로 금흥동은 신관동에 합쳐졌다.
2012년 7월 1일 세종특별자치시에 장기면 14개 리 중 11개 리(장군면에 9개 리, 동 지역에 2개 리)가 편입되면서, 공주시에 남은 장기면 3개 리(석장리, 동현리, 송선리)와 옛 금흥동 지역을 관할로 월송동이 신설되었다. 이 가운데 석장리의 법정동명은 공주 석장리 유적의 저명성을 고려하여 '석장리동'으로 바꾸었다.

## 법정동
- 석장리동
- 송선동
- 동현동
- 신관동 (일부)
- 금흥동
- 월송동
- 무릉동

## 아파트
| 단지명                | 시행사        | 건설사        | 주소                   | 입주        | 비고 |
| --------------------- | ------------- | ------------- | ---------------------- | ----------- | ---- |
| 새뜸현대 4차          | 현대건설      | 현대건설      | 신금1길 98 (금흥동)    | 1999년 10월 |      |
| 월송지구 화성파크드림 | ㈜HXD화성개발 | ㈜HXD화성개발 | 무령로 600-26 (월송동) | 2023년 12월 |      |
| 월송지구 흥화하브     | ㈜흥화        | ㈜흥화        | 무령로 599-40 (금흥동) | 2018년 11월 |      |
| 월송지구 지평 더웰    | ㈜지평건설    | ㈜지평건설    | 무령로 599-50 (금흥동) | 2022년 12월 |      |

## 교육
- 공주기적의도서관 (월송동)
- 신월초등학교 (신관동)
- 공주정보고등학교 (송선동)
- 장기초등학교 송선분교 (폐교) - 동현길 17 (송선동)(현 공주학생수영장)
- 중동초등학교 금벽분교 (폐교) - 석장리길 88-37 (석장리동)